# Emília Barreto
Emília Barreto Corrêa Lima (Sobral, 10 de abril de 1934 – Rio de Janeiro, 4 de fevereiro de 2022) foi uma rainha da beleza brasileira, eleita Miss Brasil 1955 representando o estado do Ceará.
Nascida na cidade de Sobral, porém fora criada em Camocim, filha de Sara Barreto Correa Lima e do doutor Augusto Hyder Bezerril Correa Lima, de ascendência portuguesa, francesa e alemã. Após sua vitória no certame nacional, recebeu uma célebre carta de Rachel de Queiroz.  Foi uma das semifinalistas do Miss Universo 1955. Emília era professora e foi eleita Miss Ceará representando o Clube Maguari.  Adorada por Millôr Fernandes, Emília foi comparada à sua antecessora, num polêmico posicionamento do artista, quando ele disse que "A mulher, para ser bonita, precisa ter nariz. Martha Rocha não tem, e o de Emília dispensa qualquer elogio”. 

## Trajetória
Emília Barreto Corrêa Lima ficou entre as 15 semifinalistas do concurso Miss Universo, realizado em Long Beach, Estados Unidos, no ano em que a vitoriosa foi a sueca Hillevi Rombin. 
Segundo críticos da antiga revista O Cruzeiro, Emília, durante seu reinado como Miss Brasil, foi discreta, de acordo com a sua personalidade, distanciando-se do sensacionalismo publicitário. Recusou todos os contratos comerciais que lhe foram oferecidos, preferindo continuar normalmente sua vida, em sua casa da Rua Carapinima, no Benfica, em Fortaleza. Tinha o costume de comparecer apenas a festas de beneficência, recusando-se a cobrar pela presença, tendo essa postura durante todo o tempo em que esteve no trono da beleza brasileira. 
A cearense, filha do médico-humanitário Augusto Hyder Bizerril Corrêa Lima, envolveu-se durante a maior parte do seu reinado com promoções beneficentes, colaborando intensamente com a obra de Eunice Weaver, uma paulista que dedicou sua vida aos portadores do Mal de Hansen. Emília Corrêa Lima ficou conhecida por dar exemplo de como usar a beleza para transformar.
| “ | Como Miss Brasil, tive a oportunidade de percorrer o meu próprio país, de ponta a ponta. Conheci, então, D. Eunice Weaver, com quem colaborei numa campanha de assistência aos lázaros. Até ao Paraguai eu fui, a fim de participar de um desfile de modas, de caráter beneficente. Às vezes, me senti cansada, mas bastava olhar para D. Eunice e logo recuperava as forças. Deus recompensou depressa as minhas canseiras, fazendo-me encontrar a felicidade. São sempre boas as experiências que enriquecem a vida da gente. Ser Miss é uma experiência que dura um ano, numa idade em que cada ano vale por dez. Do ponto de vista financeiro, não direi nada. Não recebi muito dinheiro. Mas aconteceram coisas maravilhosas. Ganhei muitos presentes... Vale a pena ser Miss, sim. Pelo carinho do povo, pelas boas amizades, pela oportunidade de fazer o bem, cooperando com uma mulher extraordinária, como D. Eunice Weaver. E, ainda, porque foi como Miss Brasil que acabei conhecendo o homem a quem amo e que é hoje o meu marido. Vale a pena, sim! | ” |

Emília Corrêa Lima casou em 1956, com o oficial do exército e engenheiro Wilson Santa Cruz Caldas e diretor da estrada-de-ferro. Teve quatro filhos: Nelson, Marília, Emília e Anna Cecília. Quando foi viver no Rio de Janeiro, Emília construiu duas creches em duas comunidades cariocas: ”Andorinha”, na Restinga, e ”Pequena Obra do Presépio”, no Cantagalo, zona sul do Rio de Janeiro, entre os bairros de Ipanema e Copacabana.
É avó materna do ator Eduardo Caldas (filho de Emilinha com Robertinho de Recife) 